# 1192. grenadirski polk (Wehrmacht)
1192. grenadirski polk (izvirno nemško 1192. Grenadier-Regiment; kratica 1192. GR) je bil pehotni polk Heera v času druge svetovne vojne.

## Zgodovina
Polk je bil ustanovljen 26. avgusta 1944 kot sestavni del 578. ljudskogrenadirske divizije; še v času oblikovanja so polk preimenovali v 316. grenadirski polk.